# 拉乌苏瓦
拉乌苏瓦（法語：La Houssoye，法語發音：[la uswa]）是法国瓦兹省的一个市镇，属于博韦区。

## 地理
拉乌苏瓦（49°21'16"N, 1°56'32"E）面积6.5 平方千米，位于法国上法蘭西大區瓦兹省，该省份为法国北部内陆省份，北起索姆省，西接厄尔省和滨海塞纳省，南至塞纳-马恩省和瓦兹河谷省，东临埃纳省。
与拉乌苏瓦接壤的市镇（或旧市镇、城区）包括：博蒙莱诺南、茹伊苏泰勒、拉博斯、波尔舍、勒沃鲁、莱欧塔利康、欧讷伊。

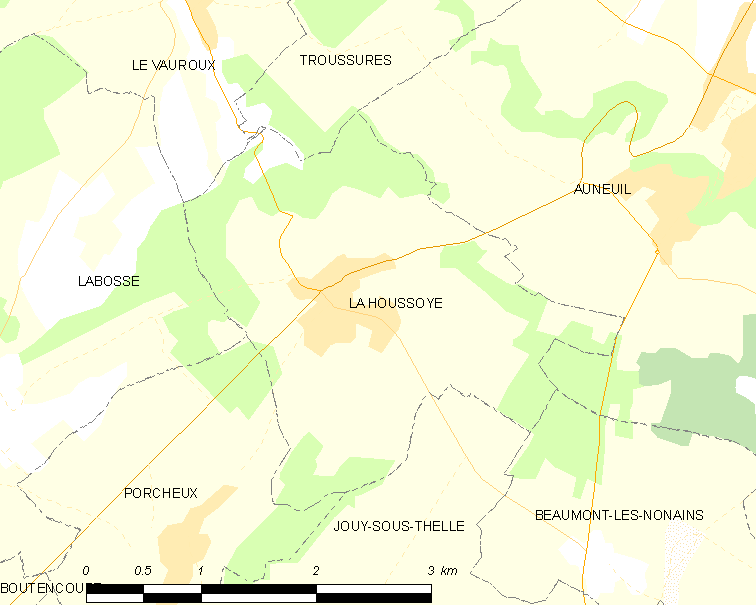
拉乌苏瓦的OSM定位图

拉乌苏瓦的时区为UTC+01:00、UTC+02:00（夏令时）。

## 行政
拉乌苏瓦的邮政编码为60390，INSEE市镇编码为60319。

## 政治
拉乌苏瓦所属的省级选区为博韦第二县。

## 人口

1962-2008年间拉乌苏瓦人口变化图示

拉乌苏瓦于2022年1月1日时的人口数量为605人。